# Avoriaz
Avoriaz es una estación de esquí, con 130 kilómetros esquiables situada a 1800 metros de altitud en los Alpes, en el territorio de la comuna de Morzine en el departamento de Alta Saboya en Francia. 
Fue inaugurada en 1966.

## Presentación
Forma parte de las 14 estaciones de Portes du Soleil, ocupando Avoriaz la parte central de estas.
Sus sectores son: Arare, Lindaret, Chavanette, Té, Chatel, Intrets, Prodains, Super Morzine.
La estación está cerrada a la circulación de coches, solo se puede acceder a ella andando, en coche de caballos, trineo o esquí.
El promotor de la estación fue Gérard Brémond, que hoy en día es el presidente de Pierre et Vacances. Los arquitectos fueron Jean-Marc Roque, Jean-Jacques Orzoni y Jacques Labro
Avoriaz cuenta con 39 remontes y 49 pistas, 6 de ellas negras, 14 rojas, 24 azules y 5 verdes. La estación permite la conexión a Suiza por varias vías: la Chavanette, apodado el Muro Suizo
En 1993 se instaló en Avoriaz un telesilla desmontable seis plazas, el TSD du Tour que puede transportar a un máximo de 3000 personas por hora. Este telesilla fue el primero de este tipo en Europa
Avoriaz es una subdivisión que todavía no es aceptada por el pueblo de Morzine, es gestionado por una asociación de subdivisión, la Alda. Se está cursando un procedimiento de separación
Avoriaz tiene un aeropuerto (IATA: AVF).
En verano, Avoriaz está abierto desde finales de junio a principios de septiembre, donde se puede practicar diversas actividades como golf, tenis, tiro con arco, vía ferrata, bicicleta de montaña, senderismo y otras actividades deportivas.

## Publicaciones sobre Avoriaz
- Avoriaz o la transformación de un paisaje. Fotografías de Gérard Dufresne, editorial Épure editions (1994) ISBN
- Avoriaz, la aventura fantástica. De Chantal Bourreau, editorial Editions Savoie Vivante (2004) ISBN
- Teleférico para niños. Fotografías de Fred Blanc y textos de Astrid Bouygues. Editorial Jean-Michel Place (2006) ISBN